# Doja Cat
Doja Cat (wym. [doʊdʒə]), właśc. Amala Ratna Zandile Dlamini (ur. 21 października 1995 w Los Angeles) – amerykańska raperka, piosenkarka, autorka tekstów oraz producentka muzyczna pochodzenia zulusko-żydowskiego.

## Osiągnięcia
Po przerwie od komercyjnej muzyki i niezbyt udanym wydaniu jej debiutanckiego albumu studyjnego Amala (2018), Doja Cat zdobyła viralowy sukces jako internetowy mem z jej singlem „Mooo!” z 2018 roku, nowatorską piosenką, w której fantazjuje o byciu krową. Kapitalizując swoją rosnącą popularność, jej drugi album studyjny Hot Pink (2019), osiągnął pierwszą dziesiątkę amerykańskiego Billboard 200 i zawierał singiel „Say So”, który znalazł się na szczycie listy przebojów Billboard Hot 100 po wydaniu remiksu z udziałem Nicki Minaj. Po tym albumie nastąpiło wydanie Planet Her (2021), który spędził trzy kolejne tygodnie na miejscu drugim na Billboard 200 i zawierał singiele „Kiss Me More” (z udziałem SZA) i „Need to Know”, które również osiągneły pierwszą dziesiątkę.
Opisana przez The Wall Street Journal jako „zdolna technicznie raperka z silnym zmysłem melodycznym i śmiałą prezencją wizualną”, Doja Cat znana jest z tworzenia teledysków i piosenek, które zdobywają popularność na portalach społecznościowych, takich jak TikTok. Sama również często udziela się w internecie, słynie z absurdalnie humorystycznej osobowości i obecności w sieci. Oprócz nominacji do jedenastu nagród Grammy, Doja Cat otrzymała liczne wyróżnienia w ciągu swojej kariery, w tym Guinness World Record, Billboard Music Award, pięć American Music Awards i trzy MTV Video Music Awards.

## Dzieciństwo
Amala Ratna Zandile Dlamini urodziła się 21 października 1995 roku w artystycznej rodzinie w dzielnicy Tarzana w Los Angeles w Kalifornii. Jej matka, Deborah Sawyer, jest żydowsko-amerykańską projektantką graficzną, a ojciec, Dumisani Dlamini, jest południowoafrykańskim aktorem pochodzenia zuluskiego, najbardziej znanym z roli Crocodile’a w oryginalnej obsadzie musicalu Sarafina na Broadwayu oraz z filmu o tej samej nazwie z 1992 roku. Dwójka miała krótki związek po spotkaniu w Nowym Jorku, gdzie Dumisani występował na Broadwayu, ale był zbyt zajęty trasą koncertową, aby spędzać czas z Amalą i jej bratem. Twierdzi, że z tęsknoty za domem opuścił swoją rodzinę w USA i udał się do RPA w nadziei, że tam do niego dołączą, jednak Doja Cat wielokrotnie sugerowała, że jest zrażona do swojego ojca, twierdząc, że „nigdy go nie poznała”. Jej ojciec zaprzeczył tym twierdzeniom, twierdząc, że ma „zdrowe” relacje z córką i że jej zespół zarządzający próbował zablokować wszystkie jego próby kontaktu z nią z obawy, że mogą ją stracić.
Wkrótce po urodzeniu Dlamini przeprowadziła się z Tarzany do Rye w Nowym Jorku, gdzie przez pięć lat mieszkała ze swoją babcią, żydowską architektką i malarką. W wieku ośmiu lat Dlamini przeniosła się z matką i bratem do Sai Anantam Ashram, komuny w górach Santa Monica, gdzie przez cztery lata praktykowała hinduizm. Tam Dlamini zaczęła nosić chusty zakrywające głowę i śpiewać bhadżany w świątyni, ale czuła, że nie może właściwie „być dzieckiem” z ograniczającymi zwyczajami hinduizmu. Później jej rodzina wróciła do Kalifornii, do Oak Park, gdzie zaczęła uczęszczać na lekcje tańca i przeżyła „sportowe dzieciństwo”, często jeżdżąc na deskorolce i odwiedzając Malibu na obozy surfingowe. Jednak to właśnie tutaj Dlamini i jej brat doświadczyli ostrego rasizmu, ponieważ byli jednymi z mieszanych rasowo dzieci w okolicy. Twierdzi, że od tej pory nie interesowała się szkołą, a zamiast tego polubiła taniec. Podczas pobytu w aszramie tańczyła indyjski taniec klasyczny zwany Bharatanatyam. Gdy podrosła i oddaliła się od aszramu, zaczęła uczęszczać na zajęcia breakdance’u i dołączyła do profesjonalnej grupy tańca poppingowego, z którą rywalizowała w bitwach tanecznych w Los Angeles, uczęszczając jeszcze do szkoły średniej. Jej ciotka, trenerka wokalna, dawała Dlamini lekcje śpiewu, aby pomóc jej w przesłuchaniu do Central Los Angeles Area New High School #9, liceum artystycznego w Los Angeles. Dlamini często opuszczała lekcje, aby uczestniczyć w internetowych czatach, aż w końcu w wieku 16 lat, będąc na ostatnim roku studiów, rzuciła szkołę. Przypisuje ten czyn swoim zmaganiom z zespołem nadpobudliwości psychoruchowej z deficytem uwagi (ADHD), twierdząc, że „czułam się, jakbym utknęła w jednym miejscu, a wszyscy inni ciągle robili postępy”.

## Życie prywatne
Doja Cat stosunkowo rzadko opowiada o swoim życiu osobistym, wspominając we wrześniu 2021 roku, że opinia publiczna nie powinna „oczekiwać, że usłyszy z kim się spotyka, dopóki nie będą małżeństwem”. Nie dokonała jeszcze formalnego coming outu ani nie złożyła ostatecznego oświadczenia na temat swojej orientacji seksualnej, ale stwierdziła, że „lubi jedno i drugie”: „Lubię kutasy i lubię też, um, lubię ludzi, z którymi mogę uprawiać seks. Możesz uprawiać seks z każdym, prawda?”. Nawiązała również do swojej queerowej seksualności w piosence „Naked”, na której rapuje, że „lubi banany i brzoskwinie”. W sierpniu 2019 roku zaczęła spotykać się z muzykiem indie pop Jawny, chociaż para rozstała się w lutym 2020 roku. W lipcu 2021 roku, Doja Cat wyszła na randkę w Los Angeles z brytyjską piosenkarką i raperką Bree Runway i zatweetowała „Mam dziewczynę i upubliczniam to”, jednak nie zostało potwierdzone, czy to oświadczenie zostało złożone w żartach, czy nie.
W czerwcu 2020 roku Doja Cat przekazała 100 000 dolarów na rzecz Justice For Breonna Taylor Fund, aby wesprzeć rodzinę Taylor.
Na początku 2021 roku, Doja Cat kupiła dom w Beverly Hills w Kalifornii za 2,2 miliona dolarów.

## Kariera

### 2012-2017: Początki kariery
Według opowiadań Doji, po rzuceniu ze szkoły, jej życie było skomplikowane, każdego dnia spała na podłodze i przeglądała internet, szukając beatów i podkładów muzycznych na YouTubie, które ściągała i tworzyła na nich własne utwory. Przez zainteresowanie kulturą internetu i stronami takimi jak EBaum's World i Myspace, nauczyła się śpiewać, rapować i tworzyć własne piosenki za pomocą programu GarageBand. Brak pracy pozwolił jej na częste tworzenie i publikowanie własnych utworów na swoim koncie SoundCloud. W 2012 opublikowała swój pierwszy poważny kawałek "So High". 
Jej kariera rozpoczęła się na scenie podziemnego hip-hopu, w Los Angeles. Występowała na mniejszych imprezach i nawiązywała kontakty z innymi raperami jak Busdriver, Ill Camille czy VerBS, który uznawany jest za osobę, która pomagała jej rozwijać swój talent. W tym czasie poznała również producenta Jerrego "Tizhimself" Powella, który odkrył jej twórczość przez SoundClouda. Dzięki niemu poznała producenta Yeti Beats, który zaprosił ją do siebie do studia. To miejsce później stało się jej miejscem, do którego uciekała by ukryć się od rzeczywistości. Dzięki tej znajomości Doja podpisała swój pierwszy kontrakt z Kemosabe Records, gdzie działała dla wytwórni Dr. Luke'a i jego wydawnictwa Prescription Songs - w wieku 17 lat. Przez tę umowę Doja zawarła również czasową umowę z Roc Nation.
W sierpniu 2014 roku, Doja Cat wypuściła swoją pierwszą EP-kę "Purrr!". Opisywana jako "przestrzenny R&B z wpływami kultury Wschodniej" przez magazyn The Fader. Odświeżona wersja "So High" stała się częścią projektu, wypuszczona jako jej debiutowy singiel, tuż przed wypuszczeniem EP-ki. W połowie 2015 roku, Doja podpisała tymczasową umowę zwydawnictwem OG Maco, OGG. Po tym artyści pracowali ze sobą przy piosence "Monster" z składanki "Children of The Rage". W 2017 dostała ofertę wystąpienia w piosence "Bellyache" od Billie Eilish jednak Doja Cat przyznała, że w tym okresie miała problem z pisaniem nowych tekstów przez brak inspiracji. W tym roku przestała wypuszczać muzykę na krótki okres - później nazwała go okresem "braku kreatywności" spowodowanym małym zainteresowaniem ze strony jej wytwórni oraz palenia dużej ilości marijuany.

### 2018-2019: Amala
Jej pierwszym ważnym komercyjnie singlem była piosenka "Roll with Us", wydana w lutym 2018 roku, po krótkiej przerwie. W następnym miesiącu wypuściła główny singiel dla jej debiutanckiego albumu "Amala" - "Go to Town", wraz z teledyskiem. Tego samego miesiąca wydany został drugi singiel "Candy". Po tanecznym challengu na TikToku, piosenka stała się hitem w 2019 roku. Piosenka pojawiła się na wielu listach jak Billboard Hot 100, osiągając szczytową pozycję #86 - jej pierwsza solowa piosenka na liście. 30 marca 2018 roku wydała swój pierwszy album - "Amala". Album nie stał się jednak popularny, niezauważony przez krytyków. Na przestrzeni Doja Cat wypowiadała się negatywnie o swoim pierwszym albumie, nazywając go niedokończonym przez jej ciągłe imprezowanie i palenie marihuany podczas tworzenia. Oprócz tego zdradziła że album był tworzony w pośpiechu i nie otrzymał dużego wsparcia od wytwórni. W sierpniu 2018 Doja Cat wydała piosenkę "Mooo!" wraz z teledyskiem nagranym u niej w pokoju. Tekst piosenki jest prosty i opiera się na "byciu krową". Z czasem piosenka zyskała duże zainteresowanie, stając się internetowym memem - w tym czasie teledysk zdobył 3 miliony wyświetleń w ciągu tygodnia. Sukces piosenki przyczynił się do wydania wersji Deluxe jej debiutanckiego albumu "Amala" z utworami takimi jak "Tia Tamera" z Rico Nasty i "Mooo!" czy "Juicy". Sukces "Mooo!" sprawił że wytwórnia zaczęła przykuwać większą uwagę do jej twórczości.

### 2019-2020: Hot Pink
W sierpniu 2019 roku, Doja Cat wydała remix swojego utworu "Juicy" z dodatkowym wersem od amerykańskiego rapera Tyga i teledyskiem. Piosenka stała się głównym singlem jej drugiego albumu "Hot Pink". Po wypuszczeniu, remix zadebiutował na 83 pozycji na liście Billboard Hot 100, z czasem wspinając się na #41 pozycję, stając się pierwszą piosenką Doji na liście. Z czasem piosenka otrzymała tytuł platynowej w USA za sprzedanie 1 miliona kopii. W październiku tego samego roku, Doja wydała drugi singiel albumu, "Bottom Bitch" a następnie kolejny - "Rules". Po tym ogłosiła również nadchodzący, drugi album. "Hot Pink" wypuszczony został 7 listopada 2019 roku i wywarł dużo pozytywnych opinii - osiągając szczytową pozycję #9 na liście Billboard 200. W 2019 roku Doja miała pojawić się również na albumie rapera XXXTentaciona "Bad Vibes Forever", jednak piosenka nie znalazła się na albumie - wydanym po śmierci rapera. 
W styczniu 2020 roku wypuściła soundtrack "Boss Bitch" do filmu "Birds of Prey". Tego samego miesiąca, wytwórnia artystki wysłała piosenkę "Say So" do radia, jednocześnie mianując ją czwartym singlem - po dużym sukcesie dzięki platformie TikTok. W lutym, Doja Cat wypuściła teledysk do piosenki. Solowa wersja utworu wspięła się na #5 pozycję na liście Billboard Hot 100 i była najczęściej odtwarzaną piosenką kobiety 2020 roku w USA. W maju, Doja Cat wypuściła remix piosenki z raperką Nicki Minaj. Piosenka  skoczyła na pierwszą pozycję na liście, stając się pierwszą piosenką obu artystek, która to osiągnęła.
W marcu Doja Cat miała rozpocząć trasę koncertową "Hot Pink Tour", która jednak opóźniła się przez pandemię wirusa COVID-19. W 2020 roku Doja współpracowała z artystami takimi jak The Weeknd przy remixie piosenki "In Your Eyes", Lil Wayne przy piosence "Shimmy", raperkami City Girls przy piosence "Pussy Talk", piosenkarkami Chloe i Halle przy remixie piosenki "Do It" wraz z raperkami City Girls i Latto. Oprócz tego pojawiła się na albumie karaibskiego artysty Ozuna na piosence "Del Mar" oraz na albumie "Positions" Ariany Grande - na piosence "Motive" oraz na remixie piosenki "34 + 35" wraz z Megan Thee Stallion.
W czerwcu wypuściła teledysk do piosenki "Like That" z Gucci Mane. Na 20 edycji BET Awards, Doja Cat otrzymała nominacje do dwóch nagród - Najlepsza Raperka oraz Teledysk Roku. W 2020 wygrała również w kategorii Najlepszy Nowy Artysta na gali MTV Video Music Awards. Dodatkowo wygrała również nagrody na galach takich jak 46th People's Choice Awards czy 2020 American Music Awards. 24 grudnia, artystka opublikowała na swój kanał serię występów, gdzie zaśpiewała trzy piosenki, gdzie każda z nich miała dwie wersje - w różnych strojach.
Magazyn Rolling Stone opublikował listę największych przełomowych artystów 2020 roku i postawił Doję Cat na pierwszym miejscu listy. Magazyn Forbes nazwał Doje "jedną z najlepszych przełomowych gwiazd 2020 roku" oraz uwzględnili ją na liście "30 Under 30". Doja Cat była również czwartym najczęściej wyszukiwanym muzykiem 2020 roku w Stanach.

### 2021-2023: Planet Her
Na początku roku, 7 stycznia 2021, Doja Cat pojawiła się na piosence amerykańskiej raperki Saweetie - "Best Friend". W tym samym roku jej stara piosenka "Streets" z albumu "Hot Pink" stała się viralowym hitem na TikToku co sprawiło że w marcu Doja wydała kilka remixów tej piosenki, w tym "Streets (Silhouette Remix)". Podczas marcowego wywiadu z magazynem V, zdradziła nazwę swojego trzeciego albumu - "Planet Her".
Pierwszy singiel, "Kiss Me More" z piosenkarką SZA, wypuszczony został 10 kwietnia. Piosenka otrzymała wiele pozytywnych opinii zarówno od krytyków jak i fanów, wspinając się na trzecią pozycje na liście Billboard Hot 100 i osiągając kilka pierwszych miejsc na świecie. W Polsce singiel sprzedał ponad 50 tysięcy kopii, osiągając status platynowego. W lipcu Doja Cat wypuściła dwa kolejne single - "Need To Know" i "You Right" z The Weeknd, które w Polsce osiągneły kolejno status platynowego i złotego singla. 25 czerwca wydała album "Planet Her", który otrzymał wiele pozytywnych opinii na całym świecie, osiągając status platynowego i złotego - w tym w Polsce.
Sukces albumu przyczynił się do wielu nominacji w tym 8 na gali Grammy's 2022 - najwięcej z wszystkich artystów. Nominacje dostała w kategoriach: "Record of the Year", "Song of the Year", "Best Pop Duo/Group Performance" za "Kiss Me More" - z czego ostatnią wygrała, "Album of the Year" za "Planet Her" oraz "Montero" Lil Nas X (za piosenkę "Scoop" z albumu), "Best Pop Vocal Album" za "Planet Her (deluxe)", "Best Rap Song" za "Best Friend" z Saweetie oraz "Best Melodic Rap Performance" za "Need to Know". Sukces albumu przyczynił się do wzrostu sławy artystki, która z czasem współpracowała z raperami jak French Montana (piosenka "Handstand") czy Young Thug (piosenka "Icy Hot").
W grudniu Doja Cat wydała teledysk do utworu "Woman", który stał się czwartym singlem. Rok 2021 piosenkarka zakończyła z piątym najczęściej słuchanym albumem na świecie. W styczniu 2022, Doja Cat wydała kolejny teledysk do piosenki "Get Into It (Yuh)", która stała się piątym i ostatnim singlem z albumu "Planet Her".
Następnie w lutym wypuściła cover piosenki "Celebrity Skin" amerykańskiego zespołu rockowego - Hole, jako współpraca z siecią restauracji Taco Bell, która reklamowana była na imprezie sportowej Super Bowl LVI. Tego samego miesiąca pojawiła się na singlu rapera Tyga - "Freaky Deaky". W maju artystka wypuściła soundtrack do filmu "Elvis", który posłużył za główny singiel - "Vegas". W czerwcu współpracowała z raperem Post Malone przy piosence "I Like You (A Happier Song)" oraz pojawiła się teledysku do piosenki, wydanym miesiąc później.
Pod koniec roku jak i w 2023, Doja Cat zdradzała informacje na temat swojego kolejnego, czwartego albumu. W kwietniu 2023 roku, przez swoje oficjalne konto na Twitterze, podzieliła się opinią dotyczącą jej twórczości, mówiąc, że wcześniej "tworzyła muzykę dla przyjemności" ale zmęczona jest słuchaniem opinii, które próbują podważyć jej umiejętności rapowania, jednocześnie informując, że jej następny album będzie rapowy.

### 2023-?: Scarlet
22 września 2023 roku Doja Cat oficjalnie wypuściła swój czwarty album zatytułowany "Scarlet" wydany przez Kemosabe i RCA Records. Krążek poprzedzały dwa single. Pierwszy z nich to "Paint the Town Red", który zdobył wielką popularność, odniósł ogromny sukces komercyjny i znalazł się na pierwszym miejscu listy przebojów US Billboard Hot 100, UK Singles Chart, Billboard Global 200 i kilku innych. Na miejscu dziesiątym niedługo później znalazł się jej kolejny singiel "Agora Hills".
Album zajął czwarte miejsce na amerykańskiej liście przebojów Billboard 200. "Scarlet" zostało docenione przez krytyków chwalących produkcje czy teksty. Doja Cat również wyruszyła w trasę koncertową "The Scarlet Tour", która była jej pierwszą trasą jako headliner. Krążek doczekał się reedycji, "Scarlet 2 Claude", która ukazała się 5 kwietnia 2024 roku.

## Dyskografia
| Rok  | Tytuł albumu |
| ---- | ------------ |
| 2018 | Amala        |
| 2019 | Hot Pink     |
| 2021 | Planet Her   |
| 2023 | Scarlet      |
| 2025 | Vie          |

## Trasy koncertowe

### Główne
- Purrr! Tour (2014-2015)
- Amala Spring Tour (2017-2018)
- Amala Fall Tour (2018-2019)
- Hot Pink Tour (2020)
- The Scarlet Tour (2023-2024)

### Jako support
- Theophilus London – Vibes Tour (2015)[68]
- Lizzo – Good As Hell Tour (2017)[69]

## Nagrody i nominacje
| Nagroda                                           | Rok  | Kategoria                                                                          | Nominowane dzieło                                         | Rezultat           |
| ------------------------------------------------- | ---- | ---------------------------------------------------------------------------------- | --------------------------------------------------------- | ------------------ |
| American Music Awards                             | 2020 | Najlepszy nowy artysta                                                             | Doja Cat                                                  | Wygrana            |
| American Music Awards                             | 2020 | Ulubiona artystka Soul/R&B                                                         | Doja Cat                                                  | Wygrana            |
| American Music Awards                             | 2020 | Ulubiony album Soul/R&B                                                            | "Hot Pink"                                                | Nominacja          |
| American Music Awards                             | 2020 | Teledysk roku                                                                      | "Say So"                                                  | Nominacja          |
| American Music Awards                             | 2021 | Współpraca roku                                                                    | "Kiss Me More" feat. SZA                                  | Wygrana            |
| American Music Awards                             | 2021 | Ulubiona piosenka Pop/Rock                                                         | "Kiss Me More" feat. SZA                                  | Nominacja          |
| American Music Awards                             | 2021 | Ulubiona artystka Pop/Rock                                                         | Doja Cat                                                  | Nominacja          |
| American Music Awards                             | 2021 | Ulubiona artystka Soul/R&B                                                         | Doja Cat                                                  | Wygrana            |
| American Music Awards                             | 2021 | Ulubiony album Soul/R&B                                                            | "Planet Her"                                              | Wygrana            |
| American Music Awards                             | 2022 | Ulubiona artystka Pop                                                              | Doja Cat                                                  | Nominacja          |
| American Music Awards                             | 2022 | Ulubiona artystka R&B                                                              | Doja Cat                                                  | Nominacja          |
| ARIA Music Awards                                 | 2021 | Najlepszy międzynarodowy artysta                                                   | Doja Cat                                                  | Nominacja          |
| BET Awards                                        | 2020 | Teledysk roku                                                                      | "Say So"                                                  | Nominacja          |
| BET Awards                                        | 2020 | Najlepsza artystka Hip-Hop                                                         | Doja Cat                                                  | Nominacja          |
| BET Awards                                        | 2021 | Najlepsza artystka Hip-Hop                                                         | Doja Cat                                                  | Nominacja          |
| BET Awards                                        | 2022 | Najlepsza artystka Hip-Hop                                                         | Doja Cat                                                  | Nominacja          |
| BET Awards                                        | 2022 | Najlepsza artystka R&B/Pop                                                         | Doja Cat                                                  | Nominacja          |
| BET Awards                                        | 2022 | Album roku                                                                         | "Planet Her"                                              | Nominacja          |
| BET Awards                                        | 2022 | Teledysk roku                                                                      | "Kiss Me More" feat. SZA                                  | Nominacja          |
| BET Awards                                        | 2022 | Najlepsza współpraca                                                               | "Kiss Me More" feat. SZA                                  | Nominacja          |
| BET Awards                                        | 2022 | BET Her Award                                                                      | "Woman"                                                   | Nominacja          |
| BET Awards                                        | 2024 | Wybór słuchacza                                                                    | "Agora Hills"                                             | Nominacja          |
| BET Awards                                        | 2024 | Teledysk roku                                                                      | "Agora Hills"                                             | Nominacja          |
| BET Awards                                        | 2024 | Najlepsza artystka Hip-Hop                                                         | Doja Cat                                                  | Nominacja          |
| BET Awards                                        | 2024 | Najlepsza artystka R&B/Pop                                                         | Doja Cat                                                  | Nominacja          |
| BET Hip-Hop Awards                                | 2021 | Najlepszy teledysk Hip-Hop                                                         | "Best Friend" feat. Saweetie                              | Nominacja          |
| BET Hip-Hop Awards                                | 2021 | Najlepszy wykonawca na żywo                                                        | Doja Cat                                                  | Nominacja          |
| BET Hip-Hop Awards                                | 2022 | Najlepszy wykonawca na żywo                                                        | Doja Cat                                                  | Nominacja          |
| BET Hip-Hop Awards                                | 2022 | Artysta Hip-Hop roku                                                               | Doja Cat                                                  | Nominacja          |
| BET Hip-Hop Awards                                | 2022 | Impact Track                                                                       | "Woman"                                                   | Nominacja          |
| BET Hip-Hop Awards                                | 2024 | Piosenka roku                                                                      | "Agora Hills"                                             | Nierozstrzygnięte  |
| BET Hip-Hop Awards                                | 2024 | Reżyser teledysków roku                                                            | Doja Cat & Nina McNeely                                   | Nierozstrzygnięte  |
| Billboard Music Awards                            | 2020 | Najlepsza piosenka R&B                                                             | "Juicy" feat. Tyga                                        | Nominacja          |
| Billboard Music Awards                            | 2021 | Najlepsza piosenka R&B                                                             | "Say So"                                                  | Nominacja          |
| Billboard Music Awards                            | 2021 | Najlepszy nowy artysta                                                             | Doja Cat                                                  | Nominacja          |
| Billboard Music Awards                            | 2021 | Najlepszy artysta R&B                                                              | Doja Cat                                                  | Nominacja          |
| Billboard Music Awards                            | 2021 | Najlepsza artystka R&B                                                             | Doja Cat                                                  | Wygrana            |
| Billboard Music Awards                            | 2021 | Najlepszy album R&B                                                                | "Hot Pink"                                                | Nominacja          |
| Billboard Music Awards                            | 2022 | Najlepszy album R&B                                                                | "Planet Her"                                              | Nominacja          |
| Billboard Music Awards                            | 2022 | Najlepszy album Billboard 200                                                      | "Planet Her"                                              | Wygrana            |
| Billboard Music Awards                            | 2022 | Najlepszy artysta                                                                  | Doja Cat                                                  | Nominacja          |
| Billboard Music Awards                            | 2022 | Najlepsza artystka                                                                 | Doja Cat                                                  | Nominacja          |
| Billboard Music Awards                            | 2022 | Najlepszy artysta Hot 100                                                          | Doja Cat                                                  | Nominacja          |
| Billboard Music Awards                            | 2022 | Najczęściej słuchany artysta                                                       | Doja Cat                                                  | Nominacja          |
| Billboard Music Awards                            | 2022 | Najlepszy artysta z piosenkami radiowymi                                           | Doja Cat                                                  | Nominacja          |
| Billboard Music Awards                            | 2022 | Najlepszy artysta Hot Billboard Global 200                                         | Doja Cat                                                  | Nominajca          |
| Billboard Music Awards                            | 2022 | Najlepszy artysta R&B                                                              | Doja Cat                                                  | Wygrana            |
| Billboard Music Awards                            | 2022 | Najlepsza artystka R&B                                                             | Doja Cat                                                  | Wygrana            |
| Billboard Music Awards                            | 2022 | Najlepsza piosenka Hot 100                                                         | "Kiss Me More" feat. SZA                                  | Nominacja          |
| Billboard Music Awards                            | 2022 | Najlepsza współpraca                                                               | "Kiss Me More" feat. SZA                                  | Nominacja          |
| Billboard Music Awards                            | 2022 | Najlepsza viralowa piosenka                                                        | "Kiss Me More" feat. SZA                                  | Wygrana            |
| Billboard Music Awards                            | 2022 | Najlepsza piosenka R&B                                                             | "You Right" feat. The Weeknd                              | Nominacja          |
| Billboard Women in Music                          | 2022 | Nagroda "Powerhouse"                                                               | Doja Cat                                                  | Wygrana            |
| BMI Pop Awards                                    | 2021 | Wygrana piosenka                                                                   | "Say So"                                                  | Wygrana            |
| BMI Pop Awards                                    | 2021 | Wygrana piosenka                                                                   | "Like That"                                               | Wygrana            |
| BMI Pop Awards                                    | 2022 | Najczęściej wykonywana piosenka roku                                               | "Kiss Me More" feat. SZA                                  | Wygrana            |
| BMI Pop Awards                                    | 2023 | Najczęściej wykonywana piosenka roku                                               | "I Like You (a happier song)"                             | Wygrana            |
| BMI Pop Awards                                    | 2023 | Najczęściej wykonywana piosenka roku                                               | "Get Into It (yuh)"                                       | Wygrana            |
| BMI Pop Awards                                    | 2023 | Najczęściej wykonywana piosenka roku                                               | "Need To Know"                                            | Wygrana            |
| BMI Pop Awards                                    | 2023 | Najczęściej wykonywana piosenka roku                                               | "Vegas"                                                   | Wygrana            |
| BMI Pop Awards                                    | 2023 | Najczęściej wykonywana piosenka roku                                               | "Woman"                                                   | Wygrana            |
| BMI Pop Awards                                    | 2023 | Najczęściej wykonywana piosenka roku                                               | "You Right"                                               | Wygrana            |
| BMI Pop Awards                                    | 2023 | Najlepszy pisarz piosenek roku                                                     | Doja Cat                                                  | Wygrana            |
| BMI R&B/Hip-Hop Awards                            | 2021 | Piosenka roku                                                                      | "Say So"                                                  | Wygrana            |
| BMI R&B/Hip-Hop Awards                            | 2021 | Najczęściej wykonywane piosenki R&B/Hip-Hop roku                                   | "Say So"                                                  | Wygrana            |
| BMI R&B/Hip-Hop Awards                            | 2021 | Najczęściej wykonywane piosenki R&B/Hip-Hop roku                                   | "Like That"                                               | Wygrana            |
| BMI R&B/Hip-Hop Awards                            | 2023 | Najlepszy pisarz piosenek roku                                                     | Doja Cat                                                  | Wygrana            |
| BMI R&B/Hip-Hop Awards                            | 2023 | Najczęściej wykonywane piosenki R&B/Hip-Hop roku                                   | "Get Into It (yuh)"                                       | Wygrana            |
| BMI R&B/Hip-Hop Awards                            | 2023 | Najczęściej wykonywane piosenki R&B/Hip-Hop roku                                   | "Vegas"                                                   | Wygrana            |
| BMI R&B/Hip-Hop Awards                            | 2023 | Najczęściej wykonywane piosenki R&B/Hip-Hop roku                                   | "Woman"                                                   | Wygrana            |
| BRIT Awards                                       | 2022 | Międzynarodowy artysta roku                                                        | Doja Cat                                                  | Nominacja          |
| BRIT Awards                                       | 2022 | Międzynarodowa piosenka roku                                                       | "Kiss Me More" feat. SZA                                  | Nominacja          |
| Buenos Aires Music Video Festival                 | 2021 | Najlepsza stylizacja                                                               | "Streets"                                                 | Wygrana            |
| Cannes Lions International Festival of Creativity | 2022 | Doświadczenie marki & działalność                                                  | "DojaCode: Girls Who Code"                                | Złoto              |
| Ciclope Festival Awards                           | 2021 | Projekt produkcji w teledysku                                                      | "Kiss Me More" feat. SZA                                  | Nominacja          |
| Clio Awards                                       | 2023 | Srebrna nagroda - współprace & działalności (marketing muzyczny)                   | “Doja Cat and the Return of the Mexican Pizza”            | Srebro             |
| Clio Music Awards                                 | 2022 | Wielka złota nagroda - partnerstwa i współpraca (marketing muzyczny)               | GirlsWhoCode x Doja Cat: DojaCode                         | Wygrana            |
| Clio Music Awards                                 | 2022 | Innowacja (marketing muzyczny)                                                     | GirlsWhoCode x Doja Cat: DojaCode                         | Złoto              |
| Clio Music Awards                                 | 2022 | Zintegrowana kampania (marketing muzyczny)                                         | GirlsWhoCode x Doja Cat: DojaCode                         | Złoto              |
| Clio Music Awards                                 | 2022 | Zintegrowana kampania promująca album/artystę (marketing muzyczny)                 | "Planet Her"                                              | Srebro             |
| Clio Music Awards                                 | 2022 | Film (marketing muzyczny - teledysk)                                               | "Kiss Me More" feat. SZA                                  | Brąz               |
| Clio Music Awards                                 | 2022 | Wykorzystanie muzyki w filmie (60 sekund)                                          | "Doja Cat X Coors Selzter: America Has a New Thirst Trap" | Na krótkiej liście |
| Daily Front Row Fashion Media Awards              | 2022 | Przełomowa ikona mody                                                              | Doja Cat                                                  | Wygrana            |
| Global Awards                                     | 2022 | Najlepsza kobieta                                                                  | Doja Cat                                                  | Nominacja          |
| Global Awards                                     | 2022 | Najlepszy Hip-Hop lub R&B                                                          | Doja Cat                                                  | Nominacja          |
| GAFFA Awards (Denmark)                            | 2021 | Najlepszy nowy międzynarodowy akt                                                  | Doja Cat                                                  | Wygrana            |
| GAFFA Awards (Denmark)                            | 2021 | Międzynarodowy artysta solo roku                                                   | Doja Cat                                                  | Nominacja          |
| GAFFA Awards (Denmark)                            | 2021 | Międzynarodowy album roku                                                          | "Hot Pink"                                                | Nominacja          |
| GAFFA Awards (Denmark)                            | 2021 | Międzynarodowa piosenka roku                                                       | "Say So"                                                  | Nominacja          |
| Grammy Awards                                     | 2021 | Najlepszy nowy artysta                                                             | Doja Cat                                                  | Nominacja          |
| Grammy Awards                                     | 2021 | Najlepszy występ Pop solo                                                          | "Say So"                                                  | Nominacja          |
| Grammy Awards                                     | 2021 | Nagranie roku                                                                      | "Say So"                                                  | Nominacja          |
| Grammy Awards                                     | 2022 | Nagranie roku                                                                      | "Kiss Me More" feat. SZA                                  | Nominacja          |
| Grammy Awards                                     | 2022 | Piosenka roku                                                                      | "Kiss Me More" feat. SZA                                  | Nominacja          |
| Grammy Awards                                     | 2022 | Najlepsze wystąpienie Pop duo/grupa                                                | "Kiss Me More" feat. SZA                                  | Won                |
| Grammy Awards                                     | 2022 | Album roku                                                                         | "Montero"                                                 | Nominacja          |
| Grammy Awards                                     | 2022 | Album roku                                                                         | "Planet Her (deluxe)"                                     | Nominacja          |
| Grammy Awards                                     | 2022 | Najlepszy album Pop wokalisty                                                      | "Planet Her (deluxe)"                                     | Nominacja          |
| Grammy Awards                                     | 2022 | Najlepszy występ melodyjnego rapu                                                  | "Need to Know"                                            | Nominacja          |
| Grammy Awards                                     | 2022 | Najlepsza piosenka rapowa                                                          | "Best Friend" feat. Saweetie                              | Nominacja          |
| Grammy Awards                                     | 2023 | Nagranie roku                                                                      | "Woman"                                                   | Nominacja          |
| Grammy Awards                                     | 2023 | Najlepszy występ Pop solo                                                          | "Woman"                                                   | Nominacja          |
| Grammy Awards                                     | 2023 | Najlepszy teledysk                                                                 | "Woman"                                                   | Nominacja          |
| Grammy Awards                                     | 2023 | Najlepsze wystąpienie Pop duo/grupa                                                | "I Like You (happier song" feat. Post Malone              | Nominacja          |
| Grammy Awards                                     | 2023 | Najlepszy występ rapowy                                                            | "Vegas"                                                   | Nominacja          |
| Grammy Awards                                     | 2024 | Najlepszy wstęp Pop solo                                                           | "Paint The Town Red"                                      | Nominacja          |
| Grammy Awards                                     | 2024 | Najlepszy występ melodyjnego rapu                                                  | "Attention"                                               | Nominacja          |
| Grammy Awards                                     | 2024 | Najlepsza piosenka rapowa                                                          | "Attention"                                               | Nominacja          |
| Rekordy Guinessa                                  | 2021 | Pierwsze kobiece duo rapowe, które otrzymało 1. miejsce na liście US singles chart | "Say So" feat. Nicki Minaj                                | Wygrana            |
| iHeart Music Awards                               | 2021 | Najlepszy nowy artysta Pop                                                         | Doja Cat                                                  | Nominacja          |
| iHeart Music Awards                               | 2021 | Ulubiona choreografia w teledysku                                                  | "Say So"                                                  | Nominacja          |
| iHeart Music Awards                               | 2021 | TikTok bop roku                                                                    | "Say So"                                                  | Nominacja          |
| iHeart Music Awards                               | 2022 | TikTok bop roku                                                                    | "Woman"                                                   | Nominacja          |
| iHeart Music Awards                               | 2022 | TikTok bop roku                                                                    | "Kiss Me More" feat. SZA                                  | Nominacja          |
| iHeart Music Awards                               | 2022 | Piosenka roku                                                                      | "Kiss Me More" feat. SZA                                  | Nominacja          |
| iHeart Music Awards                               | 2022 | Teledysk roku                                                                      | "Kiss Me More" feat. SZA                                  | Nominacja          |
| iHeart Music Awards                               | 2022 | Najlepsza współpraca                                                               | "Kiss Me More" feat. SZA                                  | Nominacja          |
| iHeart Music Awards                               | 2022 | Najlepsza współpraca                                                               | "Best Friend" feat. Saweetie                              | Nominacja          |
| iHeart Music Awards                               | 2022 | Artystka roku                                                                      | Doja Cat                                                  | Nominacja          |
| iHeart Music Awards                               | 2023 | Ulubione użycie próbki                                                             | "Vegas"                                                   | Nominacja          |
| iHeart Music Awards                               | 2023 | Piosenka roku                                                                      | "Woman"                                                   | Nominacja          |
| iHeart Music Awards                               | 2023 | Artysta roku                                                                       | Doja Cat                                                  | Nominacja          |
| iHeart Music Awards                               | 2023 | Najlepsza współpraca                                                               | "I Like You (A Happier Song)" feat. Post Malone           | Nominacja          |
| iHeart Music Awards                               | 2023 | Najlepsza współpraca                                                               | "You Right" feat. The Weeknd                              | Nominacja          |
| iHeart Music Awards                               | 2023 | Najczęściej słuchany artysta                                                       | Doja Cat                                                  | Wygrana            |
| iHeart Music Awards                               | 2024 | Artysta Popu roku                                                                  | Doja Cat                                                  | Nominacja          |
| iHeart Music Awards                               | 2024 | Ulubiony styl trasy koncertowej                                                    | Doja Cat                                                  | Nominacja          |
| iHeart Music Awards                               | 2024 | Piosenka roku                                                                      | "Paint the Town Red"                                      | Nominacja          |
| iHeart Music Awards                               | 2024 | Najlepszy tekst                                                                    | "Paint the Town Red"                                      | Nominacja          |
| iHeart Music Awards                               | 2024 | Najlepszy teledysk                                                                 | "Paint the Town Red"                                      | Nominacja          |
| iHeart Music Awards                               | 2024 | TikTok bop roku                                                                    | "Paint the Town Red"                                      | Nominacja          |
| iHeartRadio Titanium Awards                       | 2022 | 1 miliard widzów na stacji iHeartRadio                                             | "Kiss Me More" feat. SZA                                  | Wygrana            |
| iHeartRadio Titanium Awards                       | 2022 | 1 miliard widzów na stacji iHeartRadio                                             | "Need To Know"                                            | Wygrana            |
| iHeartRadio Titanium Awards                       | 2023 | 1 miliard widzów na stacji iHeartRadio                                             | "Woman"                                                   | Wygrana            |
| iHeartRadio Titanium Awards                       | 2023 | 1 miliard widzów na stacji iHeartRadio                                             | "I Like You (A Happier Song)" feat. Post Malone           | Wygrana            |
| Juno Awards                                       | 2022 | Międzynarodowy album roku                                                          | "Planet Her"                                              | Nominacja          |
| Latin American Music Awards                       | 2021 | Ulubione wideo                                                                     | "Del Mar" feat. Ozuna and Sia                             | Nominacja          |
| Lo Nuestro Awards                                 | 2022 | Skrzyżowana współpraca roku                                                        | "Del Mar" feat. Ozuna and Sia                             | Nominacja          |
| LOS40 Music Awards                                | 2020 | Najlepszy międzynarodowy nowy czyn                                                 | Doja Cat                                                  | Nominacja          |
| LOS40 Music Awards                                | 2021 | Najlepszy międzynarodowy czyn                                                      | Doja Cat                                                  | Nominacja          |
| MOBO Awards                                       | 2021 | Najlepszy międzynarodowy czyn                                                      | Doja Cat                                                  | Nominacja          |
| MOBO Awards                                       | 2023 | Najlepszy międzynarodowy czyn                                                      | Doja Cat                                                  | Nominacja          |
| MTV Millennial Awards                             | 2021 | Globalny hit roku                                                                  | "Kiss Me More" feat. SZA                                  | Nominacja          |
| MTV Millennial Awards Brasil                      | 2020 | Globalny hit                                                                       | "Say So" feat. Nicki Minaj                                | Nominacja          |
| MTV Millennial Awards Brasil                      | 2020 | Międzynarodowa współpraca                                                          | "Say So" feat. Nicki Minaj                                | Nominacja          |
| MTV Millennial Awards Brasil                      | 2021 | Międzynarodowa współpraca                                                          | "Kiss Me More" feat. SZA                                  | Nominacja          |
| MTV Europe Music Awards                           | 2020 | Najlepszy akt pchania                                                              | Doja Cat                                                  | Nominacja          |
| MTV Europe Music Awards                           | 2020 | Najlepszy nowy akt                                                                 | Doja Cat                                                  | Wygrana            |
| MTV Europe Music Awards                           | 2021 | Najlepszy artysta                                                                  | Doja Cat                                                  | Nominacja          |
| MTV Europe Music Awards                           | 2021 | Najlepszy akt w US                                                                 | Doja Cat                                                  | Nominacja          |
| MTV Europe Music Awards                           | 2021 | Najlepszy Pop                                                                      | Doja Cat                                                  | Nominacja          |
| MTV Europe Music Awards                           | 2021 | Najlepsza piosenka                                                                 | "Kiss Me More" feat. SZA                                  | Nominacja          |
| MTV Europe Music Awards                           | 2021 | Najlepsze wideo                                                                    | "Kiss Me More" feat. SZA                                  | Nominacja          |
| MTV Europe Music Awards                           | 2021 | Najlepsza współpraca                                                               | "Kiss Me More" feat. SZA                                  | Wygrana            |
| MTV Europe Music Awards                           | 2022 | Najlepsza współpraca                                                               | "I Like You (A Happier Song) feat. Post Malone            | Nominacja          |
| MTV Europe Music Awards                           | 2022 | Najlepsze wideo                                                                    | "Woman"                                                   | Nominacja          |
| MTV Europe Music Awards                           | 2022 | Najlepszy Pop                                                                      | Doja Cat                                                  | Nominacja          |
| MTV Europe Music Awards                           | 2022 | Najlepszy akt w US                                                                 | Doja Cat                                                  | Nominacja          |
| MTV Europe Music Awards                           | 2023 | Najlepsza piosenka                                                                 | "Paint the Town Red"                                      | Nominacja          |
| MTV Europe Music Awards                           | 2023 | Najlepsze wideo                                                                    | "Paint the Town Red"                                      | Nominacja          |
| MTV Europe Music Awards                           | 2023 | Najlepszy artysta                                                                  | Doja Cat                                                  | Nominacja          |
| MTV Europe Music Awards                           | 2023 | Najlepszy akt w US                                                                 | Doja Cat                                                  | Nominacja          |
| MTV Video Music Awards                            | 2020 | Najlepszy nowy artysta push                                                        | Doja Cat                                                  | Wygrana            |
| MTV Video Music Awards                            | 2020 | Piosenka roku                                                                      | "Say So"                                                  | Nominacja          |
| MTV Video Music Awards                            | 2020 | Najlepsza reżyseria                                                                | "Say So"                                                  | Nominacja          |
| MTV Video Music Awards                            | 2020 | Piosenka lata                                                                      | "Say So"                                                  | Nominacja          |
| MTV Video Music Awards                            | 2021 | Teledysk roku                                                                      | "Kiss Me More" feat. SZA                                  | Nominacja          |
| MTV Video Music Awards                            | 2021 | Najlepsza współpraca                                                               | "Kiss Me More" feat. SZA                                  | Wygrana            |
| MTV Video Music Awards                            | 2021 | Najlepsza reżyseria obrazu                                                         | "Best Friend" feat. Saweetie                              | Wygrana            |
| MTV Video Music Awards                            | 2021 | Najlepsze efekty wizualne                                                          | "You Right" feat. The Weeknd                              | Nominacja          |
| MTV Video Music Awards                            | 2021 | Artysta roku                                                                       | Doja Cat                                                  | Nominacja          |
| MTV Video Music Awards                            | 2021 | Piosenka lata                                                                      | "Need To Know"                                            | Nominacja          |
| MTV Video Music Awards                            | 2022 | Teledysk roku                                                                      | "Woman"                                                   | Nominacja          |
| MTV Video Music Awards                            | 2022 | Piosenka roku                                                                      | "Woman"                                                   | Nominacja          |
| MTV Video Music Awards                            | 2022 | Najlepszy Pop                                                                      | "Woman"                                                   | Nominacja          |
| MTV Video Music Awards                            | 2022 | Choreografia roku                                                                  | "Woman"                                                   | Wygrana            |
| MTV Video Music Awards                            | 2022 | Najlepsza reżyseria obrazu                                                         | "Get Into It (yuh)"                                       | Nominacja          |
| MTV Video Music Awards                            | 2022 | Najlepsza edycja                                                                   | "Get Into It (yuh)"                                       | Nominacja          |
| MTV Video Music Awards                            | 2022 | Piosenka lata                                                                      | "Vegas"                                                   | Nominacja          |
| MTV Video Music Awards                            | 2022 | Piosenka lata                                                                      | "I Like You (A Happier Song)"                             | Nominacja          |
| MTV Video Music Awards                            | 2023 | Teledysk roku                                                                      | "Attention"                                               | Nominacja          |
| MTV Video Music Awards                            | 2023 | Najlepsza reżyseria                                                                | "Attention"                                               | Nominacja          |
| MTV Video Music Awards                            | 2023 | Najlepsza reżyseria obrazu                                                         | "Attention"                                               | Wygrana            |
| MTV Video Music Awards                            | 2023 | Najlepsza współpraca                                                               | Doja Cat                                                  | Nominacja          |
| MTV Video Music Awards                            | 2023 | Artysta roku                                                                       | "Paint the Town Red"                                      | Nominacja          |
| MTV Video Music Awards                            | 2023 | Piosenka lata                                                                      | "Paint the Town Red"                                      | Nominacja          |
| MTV Video Music Awards                            | 2024 | Teledysk roku                                                                      | "Paint the Town Red"                                      | Nominacja          |
| MTV Video Music Awards Japan                      | 2020 | Najlepszy nowy międzynarodowy teledysk                                             | "Say So"                                                  | Wygrana            |
| MTV Video Play Awards                             | 2020 | Top 10 teledysków                                                                  | "Say So"                                                  | Wygrana            |
| MTV Video Play Awards                             | 2021 | Top 20 teledysków                                                                  | "Kiss Me More" feat. SZA                                  | Wygrana            |
| MVPA Awards                                       | 2021 | Najlepszy teledysk Pop                                                             | "Say So"                                                  | Nominacja          |
| MVPA Awards                                       | 2021 | Najlepsza kinematograficzność w teledysku                                          | "Say So"                                                  | Nominacja          |
| MVPA Awards                                       | 2021 | Najlepsze cieniowanie kolorów w teledysku                                          | "Say So"                                                  | Wygrana            |
| MVPA Awards                                       | 2021 | Najlepszy izolowany teledysk                                                       | "To Be Young" feat. Anne-Marie                            | Nominacja          |
| Nickelodeon Kids' Choice Awards                   | 2022 | Ulubiona współpraca muzyczna                                                       | "Best Friend" feat. Saweetie                              | Nominacja          |
| NJR Music Awards                                  | 2020 | Teledysk roku                                                                      | "Say So"                                                  | Nominacja          |
| NJR Music Awards                                  | 2020 | Najlepszy międzynarodowy artysta                                                   | Doja Cat                                                  | Wygrana            |
| NJR Music Awards                                  | 2021 | Międzynarodowa artystka roku                                                       | Doja Cat                                                  | Nominacja          |
| People's Choice Awards                            | 2020 | Najlepszy nowy artysta 2020                                                        | Doja Cat                                                  | Wygrana            |
| People's Choice Awards                            | 2020 | Piosenka ze ścieżki dzwiękowej roku 2020                                           | "Boss Bitch"                                              | Nominacja          |
| People's Choice Awards                            | 2021 | Artystka roku 2021                                                                 | Doja Cat                                                  | Nominacja          |
| People's Choice Awards                            | 2021 | Album roku 2021                                                                    | "Planet Her"                                              | Nominacja          |
| People's Choice Awards                            | 2021 | Piosenka z współpracą roku 2021                                                    | "Best Friend" feat. Saweetie                              | Nominacja          |
| People's Choice Awards                            | 2021 | Piosenka z współpracą roku 2021                                                    | "Kiss Me More" feat. SZA                                  | Nominacja          |
| People's Choice Awards                            | 2021 | Piosenka z współpracą roku 2021                                                    | "You Right" feat. The Weeknd                              | Nominacja          |
| People's Choice Awards                            | 2022 | Artystka roku 2022                                                                 | Doja Cat                                                  | Nominacja          |
| People's Choice Awards                            | 2022 | Piosenka z współpracą roku 2022                                                    | "Freaky Deaky" feat. Tyga                                 | Nominacja          |
| RTHK International Pop Poll Awards                | 2021 | Międzynarodowa złota piosenka                                                      | "Say So"                                                  | Wygrana            |
| Satellite Awards                                  | 2023 | Najlepsza piosenka oryginalna                                                      | "Vegas                                                    | Nominacja          |
| Signal Awards                                     | 2023 | Muzyka - indywidualny odcinek                                                      | “Origins : Doja Cat from Audible”                         | Wygrana            |
| Soul Train Music Awards                           | 2021 | Album roku                                                                         | "Planet Her"                                              | Nominacja          |
| Soul Train Music Awards                           | 2021 | Najlepsza artystka R&B/Soul                                                        | Doja Cat                                                  | Nominacja          |
| Soul Train Music Awards                           | 2021 | Najlepsza współpraca                                                               | "Kiss Me More" feat. SZA                                  | Nominacja          |
| Soul Train Music Awards                           | 2022 | Najlepszy występ taneczny                                                          | "Woman"                                                   | Nominacja          |
| TEC Awards                                        | 2021 | Wybitne osiągnięcie twórcze – produkcja płytowa/album                              | "Hot Pink"                                                | Nominacja          |
| The One Show Awards                               | 2022 | Nagroda dla najlepszej dyscypliny – rzemiosło interaktywne i mobilne               | "DojaCode: Girls Who Code"                                | Wygrana            |
| The One Show Awards                               | 2022 | Najlepsze z interaktywnych — mobilnych rzemiosł                                    | "DojaCode: Girls Who Code"                                | Wygrana            |
| UK Music Video Awards                             | 2021 | Najlepszy teledysk R&B/Soul                                                        | "Streets"                                                 | Nominacja          |
| UK Music Video Awards                             | 2023 | Najlepszy teledysk Hip Hop/Grime/Rap - międzynarodowe                              | "Attention"                                               | Nominacja          |
| UK Music Video Awards                             | 2023 | Najlepsza edycja w teledysku                                                       | "Attention"                                               | Nominacja          |
| UK Music Video Awards                             | 2024 | Najlepszy teledysk Hip Hop/Grime/Rap - międzynarodowe                              | "Demons"                                                  | Nierozstrzygnięte  |
| Urban Music Awards                                | 2021 | Artysta roku (USA)                                                                 | Doja Cat                                                  | Nominacja          |
| Urban Music Awards                                | 2021 | Najlepsza współpraca                                                               | "Kiss Me More" feat. SZA                                  | Nominacja          |
| Webby Awards                                      | 2023 | Najlepszy influencer lub twórca (funkcje społecznościowe)                          | Doja Cat x Taco Bell: A Contractual Partnership           | Wygrana            |
| XXL Awards                                        | 2022 | Artysta roku                                                                       | Doja Cat                                                  | Nominacja          |
| XXL Awards                                        | 2022 | Raperka roku                                                                       | Doja Cat                                                  | Wygrana            |
| XXL Awards                                        | 2022 | Wykonawca roku                                                                     | Doja Cat                                                  | Wygrana            |
| XXL Awards                                        | 2022 | Mistrz ludowy                                                                      | Doja Cat                                                  | Nominacja          |
| XXL Awards                                        | 2022 | Album roku                                                                         | "Planet Her"                                              | Nominacja          |